# Kerolit
Kerolit – minerał z gromady krzemianów, sklasyfikowany w grupie minerałów ilastych.

## Występowanie
Rzadki. Znajdowany tylko w niektórych rejonach Ziemi. Największe skupiska znajdują się w Nowej Kaledonii i na Dolnym Śląsku. W Polsce głównie znajdowany w masywach serpentynitowych w okolicy Szklarach koło Ząbkowic Śląskich i w Wirach koło Sobótki (rejon Ślęży). Jest składnikiem wietrzenia skał ultrazasadowych, czasem jest produktem wietrzenia bazaltu. Zdarza się, że współwystępuje z magnetytem, syderytem, chalcedonem i minerałami z grupy serpentytów.

## Właściwości
W wodzie nie pęcznieje, ale się rozpada, nadal jest kruchy.

## Zastosowanie
Razem z magnezytem, czasem stanowi źródło powstawania magnezu, natomiast odmiana pimelit, stanowi ważny składnik rud niklu.